# 真定道
真定道（しんてい-どう）は汪兆銘政権華北政務委員会により設置された河北省の道。

## 沿革
1929年（民国40年）5月29日に設置された。

## 行政区画
廃止直前下部の12県を管轄した。（50音順）
- 井陘県
- 獲鹿県
- 元氏県
- 藁城県
- 高邑県
- 賛皇県
- 正定県
- 趙県
- 無極県
- 平山県
- 欒城県
- 霊寿県